# Chlorophytum colubrinum
Chlorophytum colubrinum är en sparrisväxtart som först beskrevs av John Gilbert Baker, och fick sitt nu gällande namn av Adolf Engler. Chlorophytum colubrinum ingår i släktet ampelliljor, och familjen sparrisväxter. Inga underarter finns listade i Catalogue of Life.